# Hypotacha retracta
Hypotacha retracta là một loài bướm đêm trong họ Erebidae.